# الثلاثي الكوكباني
الثلاثي الكوكباني فرقة موسيقية شعبية يمنية، تتكون من ثلاثة أشقاء هم عبد الوهاب ومحمد وسعد حسن سعد الكوكباني، ينتمون لمحافظة عمران قرية وادي السيل - بيت البكري، وكان لهم حضور قوي محلي وإقليمي في فترة السبعينيات والثمانينيات. طوال مسيرتهم الفنية قدموا أكثر من 1300 أغنية منها 200 أغنية وطنية.

## أهم أعمالهم
عبر إذاعتي صنعاء وعدن ومن ثم التلفزيون اليمني وبعض المحطات الخليجية قدم الثلاثي الكوكباني العديد من الأغاني اليمنية منها:
- طاير السعد والهناء
- ياراعيات الغنم فوق الجبال
- الهجر يومين
- أنا يا بوي أنا
- صنعاء اليمن ثانية
- مالك حق
- شرطي المرور
- يا ريم أرض الشرف
- شبان القبيلة
- قصتي في هواك
- حبيتكم حب من قلبي
- من قطن وادي زبيد
- قلتوا عتنسوني
- عيونك تجبر الخاطر
- يا أبو العيون السود
- قصتي يوم الأحد
- يا بروحي من الغيد